# Топла чоколада
Топла чоколада (или какао) је загрејано безалкохолно пиће чији су уобичајени састојци чоколада, која се додаје у истопљеном облику или као какао прах, топло млеко или вода, и шећер. Течна чоколада је слична топлој чоколади, али се прави само од истопљене чоколаде или чоколадне пасте а не од праха растворљивог у води.

## Историја
Археолози су пронашли доказе да су Маје конзумирале чоколаду још 500. године пре нове ере, а постоје спекулације да је чоколада настала чак и пре Маја. Да би направили чоколадни напитак, који је сервиран хладан, Маје су млели семенке какаоа у пасту и мешали их са водом, кукурузним брашном, чили папричицама и другим састојцима. Потом су сипали пиће напред-назад из шоље у лонац док се не појави густа пена. Чоколада је била доступна Мајама свих друштвених слојева, иако су богаташи пили чоколаду из „великих посуда са изливом“ које су често биле сахрањиване са елитом. У раном класичном периоду (460-480) гробница Маја са локалитета Рио Азул, Гватемала, имала је посуде са симболом Маја за какао на себи са остатком чоколадног пића.

Пошто је шећер тек требало да дође у Америку, за xocōlātl се говорило да је стечен укус. За оно што су Шпанци тада називали хоколатл речено је да је пиће које се састоји од чоколадне основе ароматизоване ванилом и другим зачинима које се сервира хладно. Пиће је било љуто и горко, за разлику од заслађене модерне вруће чоколаде. Што се тиче тога када је хоколатл први пут сервиран врућ, извори се сукобљавају. Међутим, Хосе де Акоста, шпански језуитски мисионар који је живео у Перуу, а затим у Мексику у каснијем 16. веку, описао је хоколатл као:
Одвратан онима који са њим нису упознати, јер има шљам или пену веома непријатног укуса. Ипак, то је пиће веома цењено међу Индијанцима, где се њиме угошћавају племићи који пролазе кроз њихову земљу. Шпанци, мушкарци и жене, који су навикли на село, веома су похлепни на овом чоколадом. Кажу да праве разне врсте, неке љуте, неке хладне, а неке умерене, и стављају у то много тог „чилија”; да, од њега праве пасту за коју кажу да је добра за стомак и против катара. 
 Унутар Месоамерике многа пића су направљена од какао зрна, и додатно обогаћена цвећем попут ваниле да се дода укус. Ово је била почаст Астецима. Астеци, или Мексика, захтевали су од покорених људи да им дају чоколаду. Шоље, тиквице, какао зрна, као и друге ствари које су набавили, наведени су у Основном кодексу Мендозе. Какао је нашао примену као валута широм Мезоамерике. Астеци су користили чоколаду да покажу висок статус: био је лош знак за некога ко је низак или обичан да пије чоколаду. Први забележени контакт Европљана са чоколадом био је тек 1502. на Колумбовом четвртом путовању.

### Европска адаптација
Пошто је победио Монтезумине ратнике и захтевао да астечки племићи предају своје драгоцености, Кортес се вратио у Шпанију 1528. године, доносећи са собом какао зрна и опрему за прављење чоколадних напитака. У то време, чоколада је још увек постојала само у горком пићу које су измислиле Маје. Слатка топла чоколада и плоча чоколаде још нису били измишљени. Након увођења у Европу, пиће је полако стекло популарност. Царски двор цара Карла V убрзо је усвојио пиће, а оно што је тада било познато само као „чоколада” постало је помодно пиће популарно међу шпанском вишом класом. Поред тога, какао је дат као мираз када су се чланови шпанске краљевске породице венчали са другим европским аристократама. У то време, чоколада је била веома скупа у Европи, јер су какао зрна расла само у Јужној Америци.
Затим је измишљена топла чоколада слатког укуса, што је довело до тога да је топла чоколада постала луксузни предмет међу европским племством до 17. века. Чак и када је прва кућа чоколаде (установа слична модерном кафићу) отворена 1657. године, чоколада је и даље била веома скупа, коштала је 50 до 75 пенија (приближно 10-15 шилинга) за фунту (отприлике £45-65 у 2016. години). У то време, врућа чоколада се често мешала са зачинима ради укуса; један значајан рецепт била је топла чоколада „прожета свежим цветовима јасмина, ћилибаром, мошусом, ванилијом и амбергом“. Крајем 17. века, сир Ханс Слоун, председник Краљевског колеџа лекара, посетио је Јамајку, где је му је био представљен какао. Сматрао је да је гадно, али га се мешањем са млеком може учинити укуснијим. Када се Слоуне вратио у Енглеску, донео је рецепт са собом, уводећи млечну чоколаду у Енглеску. Аристократска природа пића довела је до тога да је чоколада 1797. године названа „пићем богова“.
Године 1828, Конрад Јоханес ван Хоутен је развио прву машину за производњу какао праха у Холандији. Преса је одвојила масни какао путер од семена какаоа, остављајући за собом чистији чоколадни прах. Овај прах се лакше мешао у млеко и воду. Као резултат тога, направљено је још једно веома важно откриће: чврста чоколада. Користећи какао прах и мале количине какао путера, тада је било могуће произвести чоколадне плочице. Термин чоколада је тада почео да значи чврсту чоколаду, а не топлу чоколаду, при чему је прва чоколадна табла створена 1847. године.
Према предању, италијанска верзија cioccolata calda је први пут настала у Торину око 1560. Да би прославили да је главни град Савојског војводства премештен из Шамберија у Торино, Емануел Филбер, војвода од Савоје, затражио је нови напитак, те је створена ова гушћа, кремаста верзија.
- Чоколадна шоља, порцелан Чантили, 18. век
- Тремблу или Спуштни пехар и тањир од Севреса око 1776, дизајниран за испијање топле чоколаде
- Чоколадна девојка. Жан-Етјен Лиотар, око 1744
- Жена (Алин Мејсон) пије шољу чоколаде, на платну Рејмунда Мадраза
- Какао Ван Хоутен. Постер Адолфа Вилета, 1893

## Терминологија
Понекад се прави разлика између „врућег какаа“, направљеног од какао праха (млевена какао зрна из којих је уклоњен већи део какао путера), и „вруће чоколаде“, направљене директно од чоколаде у плочици, која већ садржи какао, шећер и какао путер. Дакле, главна разлика између њих је какао путер, чије одсуство чини врући какао знатно нижим у садржају масти него врућа чоколада, а да и даље чува све антиоксиданте који се налазе у чоколади.
- Врућа чоколада се може направити од тамне, полуслатке или горко-слатке чоколаде нарендане или исецкане на ситне комаде и умешане у млеко уз додатак шећера.
- Какао се обично односи на пиће направљено од какао праха, врућег млека или воде и заслађено по укусу шећером (или није заслађено уопште).[24]
- Инстант врућа чоколада или мешавина врућег какаа могу се базирати на какао праху, чоколади у праху или обоје; често укључује млеко у праху или сличне састојке тако да се може направити без употребе млека; шећер или други заслађивачи; и обично стабилизатори и згушњивачи.[24] Међутим, мешавине могу да варирају у великој мери (између земаља и често између брендова) у укљученим састојцима, њиховом односу и квалитету.